# Mistrzostwa Ibero-Amerykańskie w Maratonie 1992
Mistrzostwa Ibero-Amerykańskie w Maratonie 1992 – zawody lekkoatletyczne, które odbyły się w Barcelonie.

## Rezultaty
| Konkurencja: | Złoto             | Wynik   | Srebro              | Wynik   | Brąz        | Wynik   |
| Mężczyźni    | Rodrigo Gavela    | 2:14:27 | Juan Antonio Crespo | 2:15:24 | Vítor Silva | 2:17:57 |
| Kobiety      | Ana Isabel Alonso | 2:39:10 | María Luisa Muñoz   | 2:40:09 | Josefa Cruz | 2:40:41 |